# Liste der Kulturdenkmäler in Berfa (Alsfeld)
Die folgende Liste enthält die in der Denkmaltopographie ausgewiesenen Kulturdenkmäler auf dem Gebiet des Ortsteils Berfa der  Stadt Alsfeld, Vogelsbergkreis, Hessen.
Hinweis: Die Reihenfolge der Denkmäler in dieser Liste orientiert sich an der Anschrift, alternativ ist sie auch nach der Bezeichnung, der vom Landesamt für Denkmalpflege vergebenen Nummer oder der Bauzeit sortierbar.
Kulturdenkmäler werden fortlaufend im Denkmalverzeichnis des Landes Hessen durch das Landesamt für Denkmalpflege Hessen auf Basis des Hessischen Denkmalschutzgesetzes (HDSchG) geführt. Die Schutzwürdigkeit eines Kulturdenkmals hängt nicht von der Eintragung in das Denkmalverzeichnis des Landes Hessen oder der Veröffentlichung in der Denkmaltopographie ab.

| Bild                    | Bezeichnung                                              | Lage                                             | Beschreibung | Bauzeit | Objekt-Nr. |
| ----------------------- | -------------------------------------------------------- | ------------------------------------------------ | ------------ | ------- | ---------- |
| Fachwerkwohnhaus        | Fachwerkwohnhaus                                         | Kasseler Straße 2 LageFlur: 18, Flurstück: 7     |              |         | 12404 DDB  |
| Fachwerkwohnhaus        | Fachwerkwohnhaus                                         | Kasseler Straße 14 LageFlur: 19, Flurstück: 12/5 |              |         | 12405 DDB  |
| Hofanlage               | Hofanlage                                                | Kasseler Straße 19 LageFlur: 19, Flurstück: 27/2 |              |         | 12406 DDB  |
| Fachwerkwohnhaus        | Fachwerkwohnhaus                                         | Kasseler Straße 28 LageFlur: 20, Flurstück: 9/3  |              |         | 12407 DDB  |
| Einhaus                 | Einhaus                                                  | Kasseler Straße 34 LageFlur: 20, Flurstück: 14/1 |              |         | 12408 DDB  |
| Fachwerkwohnhaus        | Fachwerkwohnhaus                                         | Kasseler Straße 44 LageFlur: 20, Flurstück: 24/1 |              |         | 12409 DDB  |
| Wohn-Wirtschaftsgebäude | Wohn-Wirtschaftsgebäude                                  | Raiffeisenweg 5 LageFlur: 20, Flurstück: 53      |              |         | 13305 DDB  |
| Fachwerkwohnhaus        | Fachwerkwohnhaus                                         | Raiffeisenweg 11 LageFlur: 20, Flurstück: 57/3   |              |         | 12411 DDB  |
| weitere Bilder          | Dorfkirche, Kirchhof, Einfriedungsmauer, Treppe, Denkmal | Schulstraße 10 LageFlur: 19, Flurstück: 39       |              |         | 12412 DDB  |
| Ehemalige Schule        | Ehemalige Schule                                         | Schulstraße 12 LageFlur: 19, Flurstück: 36/1     |              |         | 12413 DDB  |